# Pulitzer-Preis 1990
Der Pulitzer-Preis 1990 war die 74. Verleihung des US-amerikanischen Literaturpreises. Die Jury bestand aus 17 Personen unter dem Vorsitz von Eugene L. Roberts, Jr. Das „Pulitzer Prize Board“ vergab Preise für Arbeiten, die während des Kalenderjahres 1989 entstanden waren.

## Bereich Journalismus(Journalism)
| Kategorie                                                  | Preisträger                                                                        | Begründung |
| ---------------------------------------------------------- | ---------------------------------------------------------------------------------- | --- |
| Aktuelle Berichterstattung (Breaking News Reporting)       | Mitarbeiter der San Jose Mercury News                                              | Preis verliehen für die ausführliche Berichterstattung über das Erdbeben in der Bay Area vom 17. Oktober 1989 und seine Folgen. |
| Dienst an der Öffentlichkeit (Public Service)              | Washington Daily News (Washington)                                                 | Preis verliehen für die Offenlegung, dass die Wasserversorgung der Stadt mit Karzinogenen verunreinigt war. Ein Problem, das die lokale Regierung über einen Zeitraum von acht Jahren weder offengelegt noch behoben hatte.                                                                        |
| Dienst an der Öffentlichkeit (Public Service)              | The Philadelphia Inquirer                                                          | Preis verliehen für einen Bericht von Gilbert M. Gaul, der offenlegte, wie die amerikanische Blutindustrie mit wenig staatlicher Regulierung oder Aufsicht operiert. |
| Investigativer Journalismus (Investigative Reporting)      | Lou Kilzer und Chris Ison vom Star Tribune (Minnesota)                             | Preis verliehen für die Berichterstattung, die ein Netzwerk lokaler Bürger aufdeckte, die Verbindungen zu Mitgliedern der Feuerwehr von St. Paul hatten und von Bränden profitierten. Darunter waren einige Brände, die laut Einschätzung der Feuerwehr selbst einen verdächtigen Ursprung hatten. |
| Hintergrundberichterstattung (Explanatory Journalism)      | David A. Vise und Steve Coll von The Washington Post                               | Preis verliehen für Berichte, die die Securities and Exchange Commission und die Art und Weise, wie sie von der Politik ihres ehemaligen Vorsitzenden John Shad beeinflusst wurde, untersuchen. |
| Beat Reporting (Specialized Reporting)                     | Tamar Stieber vom Albuquerque Journal                                              | Preis verliehen für nachhaltige Berichte, die eine seltene Bluterkrankung mit einem rezeptfreien Nahrungsergänzungsmittel, L-Tryptophan, in Verbindung brachten und zu einem landesweiten Rückruf des Produkts führten.                                                                            |
| Kritik (Criticism)                                         | Allan Temko vom San Francisco Chronicle                                            | Preis verliehen für seine Architekturkritiken. |
| Karikatur (Editorial Cartooning)                           | Tom Toles von The Buffalo News                                                     | Preis verliehen für seine Arbeit im Laufe des Jahres, beispielhaft dargestellt durch den Cartoon „First Amendment“. |
| Leitartikel (Editorial Writing)                            | Thomas J. Hylton von The Mercury (Pennsylvania)                                    | Preis verliehen für seine Leitartikel über eine lokale Anleiheemission zur Erhaltung von Ackerland und anderen Freiflächen im ländlichen Pennsylvania. |
| Kommentar (Commentary)                                     | Jim Murray von der Los Angeles Times                                               | Preis verliehen für seine Sportkolumnen. |
| Auslandsberichterstattung (International Reporting)        | Nicholas D. Kristof und Sheryl WuDunn von The New York Times                       | Preis verliehen für sachkundige Berichterstattung aus China über die Massenbewegung für Demokratie und ihre anschließende Unterdrückung. |
| Berichterstattung im Inland (National Reporting)           | Ross Anderson, Bill Dietrich, Mary Ann Gwinn und Eric Nalder von The Seattle Times | Preis verliehen für die Berichterstattung über die Ölkatastrophe der Exxon Valdez und ihre Folgen. |
| Feature Writing (Feature Writing)                          | Dave Curtin vom Colorado Springs Gazette Telegraph                                 | Preis verliehen für einen packenden Bericht über den Kampf einer Familie um die Genesung, nachdem ihre Mitglieder bei einer Explosion, die ihr Zuhause verwüstete, schwere Verbrennungen erlitten hatten.                                                                                          |
| Aktuelle Fotoberichterstattung (Breaking News Photography) | Fotografen von The Oakland Tribune                                                 | Preis verliehen für Fotos der Verwüstung durch das Erdbeben in der Bay Area vom 17. Oktober 1989. |
| Feature-Fotoberichterstattung (Feature Photography)        | David Turnley von The Detroit Free Press                                           | Preis verliehen für Fotos der politischen Aufstände in China und in Osteuropa. |

## Bereich Literatur, Theater und Musik(Books, Drama & Music)
| Kategorie                                                   | Preisträger |
| ----------------------------------------------------------- | --- |
| Geschichte (History)                                        | In Our Image: America’s Empire in the Philippines von Stanley Karnow (Random House)                                                                |
| Belletristik (Fiction)                                      | The Mambo Kings Play Songs of Love (deutscher Titel: Die Mambo Kings spielen Songs der Liebe) von Oscar Hijuelos (Farrar)                          |
| Sachbuch (General Nonfiction)                               | And Their Children After Them von Dale Maharidge und Michael Williamson (Pantheon)                                                                 |
| Musik (Music)                                               | Duplicates: A Concerto for Two Pianos and Orchestra von Mel Powell (G. Schirmer) Uraufgeführt von den Los Angeles Philharmonic am 26. Januar 1990. |
| Dichtung (Poetry)                                           | The World Doesn’t End von Charles Simic (Harcourt Brace Jovanovich)                                                                                |
| Theater (Drama)                                             | The Piano Lesson von August Wilson (Plume) |
| Biographie oder Autobiographie (Biography or Autobiography) | Machiavelli in Hell von Sebastian de Grazia (Princeton University Press)                                                                           |